# 建部政長
建部 政長（たけべ まさなが）は、江戸時代前期の大名。摂津国尼崎藩主、播磨国林田藩初代藩主。官位は従五位下・丹波守。

## 略歴
建部光重の三男として誕生した。幼名は三十郎。通称は内匠。
慶長15年（1610年）、豊臣政権下で尼崎郡代700石であった父の死去により家督を継ぐ。慶長19年（1614年）からの大坂の陣においては、池田利隆・忠継兄弟の幕下で戦功を挙げ、元和元年（1615年）7月21日、伯父の池田重利と共に摂津川辺郡・西成郡尼崎藩1万石を与えられ大名に取り立てられた。元和3年（1617年）9月11日、宗主である姫路藩主池田家の転封により播磨林田へ移封となる。
元和4年（1618年）、明石城普請手伝、元和5年（1619年）の福島正則改易の城受け取り、寛永17年（1640年）の池田輝澄改易の城受け取りを務めた。藩政では、林田川の治水工事や民政などに尽力した。寛文元年（1661年）12月28日、丹波守に叙任する。
寛文7年（1667年）8月28日、家督を三男の政明に譲って隠居し、寛文12年（1672年）4月18日に70歳で死去した。墓所は京都市北区紫野の大徳寺芳春院。

## 系譜
- 父：建部光重（1578年 - 1610年）
- 母：池田輝政の養女 - 下間頼龍の娘
- 正室：酒井忠勝の長女
  - 三男：建部政明（1638年 - 1670年）
- 生母不明の子女
  - 長男：建部政勝
  - 四男：建部政忠
  - 五男：建部政宇（1647年 - 1715年） - 建部政明の養子
  - 女子：藤掛永俊正室
  - 女子：小堀正之正室
  - 女子：松平康紀正室
  - 女子：高木正次室
  - 女子：川合宗賀室
  - 女子：大嶋義近正室
  - 女子：人見宜郷室